# Sfera Dysona

Projekt Sfery Dysona

Sfera Dysona – hipotetyczna megastruktura opisana po raz pierwszy w 1959 roku przez amerykańskiego fizyka i futurologa Freemana Dysona w czasopiśmie naukowym „Science”, w artykule zatytułowanym „Search for Artificial Stellar Sources of Infra-Red Radiation”. Zgodnie z założeniami autora odpowiednio zaawansowana cywilizacja (raczej od drugiego stopnia rozwoju w skali Kardaszowa) byłaby zdolna do wybudowania ogromnej konstrukcji, która całkowicie otaczałaby gwiazdę, umożliwiając wykorzystanie prawie całej energii wypromieniowywanej przez gwiazdę na użytek cywilizacji.

## Warianty konstrukcyjne sfery

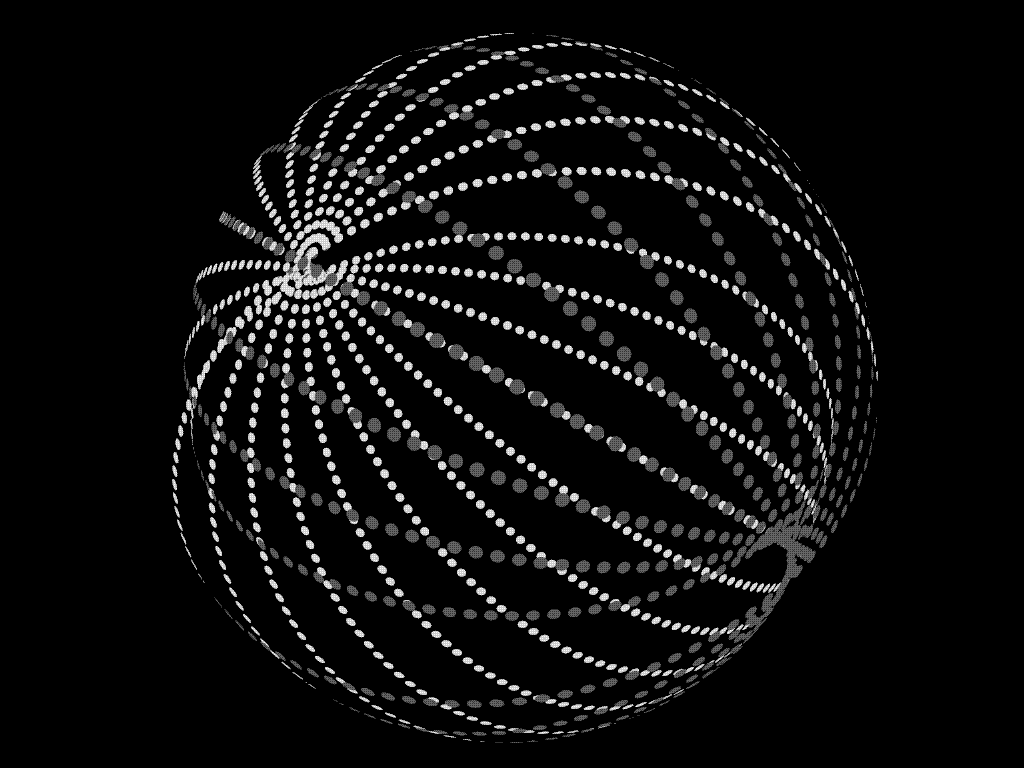
Bardziej realistyczna wizualizacja „roju” kolektorów orbitujących wokół gwiazdy

Najczęściej przedstawianym wariantem jest pełna sfera o grubości ścian około 3 metrów i średnicy przekraczającej średnicę orbity Wenus. Sam Dyson w odpowiedzi na liczne listy dotyczące oryginalnej pracy stwierdził, że jego koncepcja została źle zrozumiana i rozważał on raczej „rój” mniejszych ciał, poruszających się po niezależnych (choć bliskich) orbitach.
Istotną wadą konstrukcyjną kompletnej sfery jest fakt, że taka konstrukcja nie jest grawitacyjnie stabilna. Wypadkowa siła przyciągania między sferą a jakimkolwiek obiektem wewnątrz – w tym gwiazdą – jest równa zero. Wynika stąd, że bez aktywnego wspomagania (np. magnetycznego) sfera może łatwo zdryfować i zderzyć się z powierzchnią gwiazdy, wywołując katastrofalne skutki. Inny problem stanowi wymagana wytrzymałość materiału.

## Perspektywy obserwacyjne
Ponieważ promieniowanie elektromagnetyczne gwiazdy w zakresie widzialnego spektrum byłoby całkowicie blokowane przez konstrukcję, Dyson zaproponował, aby w poszukiwaniu pozaziemskich cywilizacji astronomowie koncentrowali się na wykrywaniu silnych źródeł promieniowania podczerwonego, wytwarzanego przez nagrzane ściany sfery.
Poszukiwanie zaproponowanej przez Dysona nadwyżki podczerwieni w widmie gwiazd zostało włączone do programu obserwacji zarówno przez projekt SETI, jak i naukowców z Fermilabu.
14 września 2015 roku naukowcy z Cornell University opublikowali nietypowe wnioski z badań wahań jasności gwiazdy KIC 8462852, z danych zebranych przez Kosmiczny Teleskop Keplera, które sugerowały nieokresowe, sięgające 20% spadki jasności. Jako prawdopodobne wyjaśnienie takich wyników podali możliwość okrążania gwiazdy przez zbity obłok pyłu – pozostałości po kometach.
Po dalszych badaniach część naukowców, w tym Jason Wright – astronom z Pennsylvania State University, zasugerowała kontrowersyjne rozwiązanie anomalii KIC 8462852. Według Wrighta za nieprawidłowości może odpowiadać rój sztucznie wytworzonych urządzeń do pozyskiwania energii z gwiazdy (coś na kształt zalążka sfery Dysona lub satelitów Dysona-Harropa, które mogą być przejawem występowania cywilizacji typu II w skali Kardaszowa). Wyjaśnienie to jest zgodne z sugerowanymi wcześniej przez członków projektu SETI postulatami, że najłatwiej będzie nam wykryć pozaziemskie cywilizacje, odnajdując ich technologiczne wielkie konstrukcje orbitujące wokół gwiazd.

## W fantastyce naukowej
Sfery Dysona pojawiają się w różnych publikacjach z zakresu fantastyki naukowej:
- w serialu Star Trek: Następne pokolenie, w odcinku Relics, jako kompletna sfera otaczająca gwiazdę, relikt nieistniejącej cywilizacji.
- w książce Odyssey One w tomie 2, jako rój a nie sfera budowana przez ponad sto lat
- w serii Gwiazda Pandory Petera F. Hamiltona
- w grze Stellaris, jako kompletna sfera, możliwa do budowy przez wszystkie cywilizacje, po odkryciu odpowiednich tradycji jedności oraz odpowiednich technologii
- w grze Dyson Sphere Program
- w grze Star Wars: The Old Republic w dodatku "Knights of the Eternal Throne", a następnie w aktualizacji 5.1 "War for Iokath". Iokath jest przedstawiona jako sfera otaczająca gwiazdę, na której wymarła cywilizacja zbudowała superbroń, o którą ścierają się siły Odrodzonego Imperium Sithów i Republiki Galaktycznej oraz Sojuszu prowadzonego przez gracza.
- w powieści "Kogga z czarnego słońca" Bohdana Peteckiego